# Josef Ohlsson
Josef Hugo Ohlsson, född 11 januari 1906 i Visby, död 30 augusti 1988 i Solna församling, Stockholms län, var en svensk tidningsman. 
Ohlsson, som var son till Adolf H. Ohlsson och Hilda Wiktoria Pettersson, var expeditör och medarbetare i Gotlands Folkblad 1928–1936, ekonomichef för Tidningen Östra Smålands AB 1936–1945 samt ekonomichef och verkställande direktör för Tryckeri AB Aurora i Ystad från 1945. Han var ledamot av stadsrevisionen i Kalmar stad 1938–1942 och nämndeman i Ystads stad 1948. Han utgav Varför socialdemokrati? (1933) och En kavalkad om ett blad: en krönika om tidningen Aurora, 1899–1949 (tillsammans med Ludvig Törnqvist och Sigurd Thomasson, 1949).